# Bougainville (isola)

La bandiera di Bougainville

Bougainville è una delle più grandi isole dell'arcipelago delle Isole Salomone, nel sud-ovest dell'Oceano Pacifico, anche se politicamente fa parte di Papua Nuova Guinea. Con l'isola di Buka a nord e una serie di piccole isole circostanti costituisce la Regione autonoma di Bougainville (o North Solomons, Salomone Settentrionali), che fa parte della divisione amministrativa della Regione delle Isole.
La Regione autonoma di Bougainville ha una superficie complessiva di 9 300 km² e una popolazione di 137 000 abitanti (stima 2010), in diminuzione rispetto al censimento del 2000 (175 000 abitanti circa).
Tra il 23 novembre e il 7 dicembre 2019 si è tenuto il referendum sull'indipendenza della regione autonoma di Bougainville, il cui risultato è stato il 98,31% dei voti a favore dell'indipendenza.

## Geologia e orografia
L'isola si trova lungo una zona di subduzione e occasionalmente è soggetta a forti terremoti. Sull'isola si contano numerosi vulcani spenti, due dormienti (Balbi e Loloru) e uno attivo (Bagana). Il punto più elevato dell'isola è la vetta del monte Balbi, a 2 715 m s.l.m. Nell'isola sono presenti ricchissimi giacimenti di rame.

## Flora e fauna
Dal punto di vista ecologico, l'isola di Bougainville fa parte della stessa bioregione delle Isole Salomone, precisamente la foresta pluviale delle Isole Salomone, con marcate variazioni a seconda dell'altitudine e dell'orientamento dei versanti. Sui fianchi del Monte Balbi si estende la più vasta foresta di bambù della Papuasia. I mammiferi sono rappresentati in prevalenza da roditori e pipistrelli. Tra i mammiferi acquatici, va segnalato il dugongo. Molte specie sono endemiche della bioregione delle Isole Salomone; qualcuna è limitata solo a Bougainville e a poche isole vicine (p.es. l'uccello Monarcha erythrostictus).

## Storia
Esplorata nel 1768 dal navigatore francese Louis-Antoine de Bougainville, a cui in seguito fu dedicato il nome, l'isola venne dominata dalla Germania (dal 1888 al 1919 fece parte della Nuova Guinea tedesca) e poi dall'Australia. Durante la Seconda guerra mondiale fu occupata dalle forze armate giapponesi nel marzo 1942. Gli alleati invasero Bougainville nel novembre 1943 e i combattimenti si protrassero fino al 21 agosto 1945, pochi giorni prima della fine della guerra. Nel 1947 fu posta dalle Nazioni Unite sotto la tutela dell'amministrazione australiana e il 16 settembre 1975 venne integrata a Papua Nuova Guinea quando questo Paese ottenne l'indipendenza; peraltro Bougainville tentò di svincolarsi subito, dichiarando unilateralmente la propria indipendenza l'11 ottobre dello stesso anno.
Questa prima secessione fu risolta rapidamente (nel 1976), ma i problemi ambientali connessi con l'intenso sfruttamento di giacimenti minerari fecero riemergere il sentimento separatista alla fine degli anni 1980. L'insurrezione, iniziata nell'autunno del 1988 e guidata prevalentemente dall'Esercito rivoluzionario di Bougainville, condusse rapidamente alla chiusura delle miniere di rame (maggio 1989) e al ritiro delle truppe di Papua Nuova Guinea (marzo 1990). Mentre due mesi più tardi l'Esercito Rivoluzionario proclamava la Repubblica indipendente di Bougainville (nota anche come Repubblica di Mekamui), il governo di PNG dava inizio a un blocco navale che, con alterne vicende, si sarebbe protratto fino al 1997.
Nel gennaio 1991 è stato firmato un accordo di pace, ma la lotta è ripresa contro il ritorno di truppe governative sull'isola nell'ottobre 1992. Una conferenza di pace nell'ottobre 1994 ha portato a una tregua, ma l'assassinio nel 1996 del capo del governo di transizione di Bougainville ha fatto riprendere i combattimenti. Nel marzo 1997 il Primo ministro è stato costretto a dimettersi sotto la pressione delle forze armate e dell'opposizione.
Nell'ottobre 1997 fu concordata una tregua, supervisionata per alcuni mesi da rappresentanti di Australia, Nuova Zelanda, Figi e Vanuatu e convertita il 30 aprile 1998 in un armistizio permanente. A partire da quella data, fu istituito un gruppo di osservatori guidato da australiani, successivamente assistito anche da una missione di osservatori dell'ONU (UNOMB).
Il 30 agosto 2001 fu firmato ad Arawa un accordo di pace, che prevedeva il disarmo, la creazione di un governo autonomo e lo svolgimento di un referendum per l'indipendenza dell'isola a seguito di un periodo di autonomia. Di fatto, la regione autonoma prese vita dopo l'approvazione della sua Costituzione, il 21 dicembre 2004. La missione UNOMB dichiarò completato il piano di disarmo nel maggio 2005 e in quello stesso mese ebbero inizio le elezioni per il parlamento locale. Il 15 giugno il primo presidente di Bougainville, Joseph Kabui, giurò a Buka.
Dal 2010 al 2020 il presidente è stato John Momis. Nel dicembre 2019 un referendum consultivo ha registrato una stragrande maggioranza degli isolani a favore dell'indipendenza, prevista per il 2027. Nel 2020 diventa presidente Ishmael Toroama.

## Economia
Al 2011 la principale miniera di rame (Panguna) risulta chiusa e oggetto di discussioni.